# Federació Llull
|  | No s'ha de confondre amb Institut Ramon Llull o Fundació Ramon Llull. |

La Federació Llull (Llull. Federació d'Entitats dels Països Catalans) és una organització de segon nivell, formada per tres de les principals entitats culturals dels Països Catalans: Acció Cultural del País Valencià, Obra Cultural Balear i Òmnium Cultural, mitjançant la qual coordinen el seu treball i multipliquen la capacitat d'incidència a favor de la llengua i la cultura catalanes a tot el seu territori.
L'entitat es va constituir a Palma, al Castell de Bellver, el 23 de juny de 1990 per promoure la projecció de la llengua catalana i es posiciona a favor de la llibertat d'expressió i la defensa dels drets i les llibertats democràtiques, denúncia el judici polític contra el sobiranisme, i es posiciona en contra del tancament dels repetidors de Televisió de Catalunya al País Valencià i en favor de garantir la reciprocitat de les emissions de les diferents televisions públiques (À punt, IB3 i TV3). El 2007 va rebre el Premi d'Honor Lluís Carulla en reconeixement de la seva tasca cívica i a favor de la llengua i la cultura.

## Activitats
L'entitat coordina iniciatives conjuntes com ara la Flama del Canigó, els Focs de Sant Joan, l'extensió dels sopars Estellés i els Premis Sambori.

## 300 anys. Caminant cap al futur
La campanya 300 anys. Caminant cap al futur, organitzada per la Federació Llull, commemora els 300 anys de la pèrdua de les llibertats dels territoris que formen part dels Països Catalans, que es va iniciar el 1707 amb la derrota a la batalla d'Almansa i la caiguda del Regne de València, i va culminar el 1714 amb la caiguda de Barcelona i, un any més tard, de Mallorca.
Els objectius d'aquesta campanya foren refermar la lluita per recuperar els drets dels catalans i construir, així, un futur en llibertat i recordar la història i treballar conjuntament per avançar cap a la plenitud dels Països Catalans.
La campanya "300 anys. Caminant cap al futur" es desenvolupà entre 2007 i 2014, tot seguint la cronologia de la Guerra de Successió, mitjançant un gran esdeveniment anual i diverses activitats que permeteren crear espais de participació, intercanvi i reivindicació arreu del territori. El primer acte d'aquesta campanya va tenir lloc a Lleida, el 17 de novembre del 2007 on la Federació Llull, formada per Òmnium Cultural, Acció Cultural del País Valencià i Obra Cultural Balear, va organitzar un acte inicial d'inauguració de la campanya.

## Organització

### Estructura actual
La Junta Directiva de la Federació Llull està formada per: Jordi Cuixart, president; Joan Francesc Mira, vicepresident; i Josep de Luis Ferrer, secretari-tresorer. Les vocalies són per a Toni Gisbert, Ferran Suay, Blanca de Llobet, Roser Sebastià, Miquel Àngel Grimalt i Antoni Llabrés.

### Presidències
Llista no completa de presidents de la Federació Llull
- 1990-?: Josep Maria Llompart
- 2007-20??: Jaume Mateu[6]
- 2010- 201?: Eliseu Climent[7]
- 2015-2016: Muriel Casals[8]
- 2016-2018: Joan Francesc Mira[9]
- 2018-2022: Jordi Cuixart
- 2022-actualitat: Anna Oliver